# Premyer Liqası
Premyer Liqası, kommerciel kaldet Topaz Premyer Liqası efter sponsoren, er Aserbajdsjans bedste fodboldliga for herrer. Ligaen blev oprettet i 1992. Siden dette år har 8 klubber kæmpet om at blive Aserbajdsjans mester. 
Aserbajdsjans Premier League er rangeret som nummer 30 ud af 53 europæiske ligaer (2013-14).

## Turneringsformat
|  | - 26 klubber = 1992 - 20 klubber = 1993 - 16 klubber = 1993–1994 - 13 klubber = 1994–1995 - 11 klubber = 1995–1996 - 16 klubber = 1996–1997 | - 15 klubber = 1997–1998 - 14 klubber = 1998–1999 - 12 klubber = 1999–2000 - 11 klubber = 2000–2001 - 12 klubber = 2001–2002 - 14 klubber = 2003–2004 | - 18 klubber = 2004–2005 - 14 klubber = 2005–2006 - 13 klubber = 2006–2007 - 14 klubber = 2007–2009 - 12 klubber = 2009–2013 - 10 klubber = 2013– |

## Deltagere i Premyer Liqası (2016-17)
| Hold        | By       | Stadion                            | Kapacitet |
| ----------- | -------- | ---------------------------------- | --------- |
| AZAL        | Baku     | AZAL Arena                         | 3.500     |
| Gabala      | Qabala   | Gabala City Stadium                | 2.000     |
| Inter Baku  | Baku     | Inter Arena                        | 8.125     |
| Neftçi Baku | Baku     | Bakcell Arena                      | 11.000    |
| Qarabağ     | Baku     | Azersun Arena                      | 5.800     |
| Sumgayit    | Sumqayit | Kapital Bank Arena                 | 1.500     |
| Zira        | Baku     | Zira Olympic Sport Complex Stadium | 1.500     |
| Kapaz       | Ganja    | Ganja City Stadium                 | 27.000    |

### Mester og topscorere
| Sæson   | Mester | 2. plads | 3. plads | Topscorer |
| ------- | --- | --- | --- | --- |
| 1992    | Neftchi Baku                                                                                                  | Khazar Sumgayit                                                                                               | Turan | Nazim Aliyev (Khazar Sumgayit, 39 mål) |
| 1993    | Qarabağ | Khazar Sumgayit                                                                                               | Turan | Samir Alakbarov (Neftchi Baku, 16 mål) |
| 1993-94 | Turan | Qarabağ | Kapaz | Musa Gurbanov (Turan, 35 mål) |
| 1994-95 | Kapaz | Turan | Neftchi Baku                                                                                                  | Nazim Aliyev (Neftchi Baku, 27 mål) |
| 1995-96 | Neftchi Baku                                                                                                  | Khazri Buzovna                                                                                                | Kapaz | Nazim Aliyev (Neftchi Baku/Qarabağ, 23 mål) |
| 1996-97 | Neftchi Baku                                                                                                  | Qarabağ | Khazri Buzovna                                                                                                | Gurban Gurbanov (Neftchi Baku, 25 mål) |
| 1997-98 | Kapaz | Baku | Shamkir | Nazim Aliyev (Baku, 23 mål) |
| 1998-99 | Kapaz | Shamkir | Neftchi Baku                                                                                                  | Alay Bahramov (Vilash Masalli, 24 mål) |
| 1999-00 | Shamkir | Kapaz | Neftchi Baku                                                                                                  | Badri Kvaratskhelia (Shakmir, 16 mål) |
| 2000-01 | Shamkir | Neftchi Baku                                                                                                  | Vilash Masalli                                                                                                | Pasha Aliyev (Bakili Baku, 12 mål) |
| 2001-02 | Shamkir | Neftchi Baku                                                                                                  | Qarabağ | Kanan Karimov (Kapaz, 14 mål) Dmitri Kudinov (Qarabağ, 14 mål)                                                                                  |
| 2002-03 | Grundet konflikt mellem det nationale fodboldforbund og UEFA, blev der ikke afholdt mesterskab i denne sæson. | Grundet konflikt mellem det nationale fodboldforbund og UEFA, blev der ikke afholdt mesterskab i denne sæson. | Grundet konflikt mellem det nationale fodboldforbund og UEFA, blev der ikke afholdt mesterskab i denne sæson. | Grundet konflikt mellem det nationale fodboldforbund og UEFA, blev der ikke afholdt mesterskab i denne sæson.                                   |
| 2003-04 | Neftchi Baku                                                                                                  | Shamkir | Qarabağ | Samir Musayev (Qarabağ, 20 mål) |
| 2004-05 | Neftchi Baku                                                                                                  | Khazar Lankaran                                                                                               | Karvan | Zaur Ramazanov (Karvan, 21 mål) |
| 2005-06 | Baku | Karvan | Neftchi Baku                                                                                                  | Yacouba Bamba (Karvan, 16 mål) |
| 2006-07 | Khazar Lankaran                                                                                               | Neftchi Baku                                                                                                  | Baku | Zaur Ramazanov (Khazar Lankaran, 20 mål) |
| 2007-08 | Inter Baku | AZAL | Neftchi Baku                                                                                                  | Khagani Mammadov (Inter Baku, 19 mål) |
| 2008-09 | Baku | Inter Baku | Simurq | Walter Guglielmone (Inter Baku, 17 mål) |
| 2009-10 | Inter Baku | Baku | Qarabağ | Farid Guliyev (Standard Baku, 16 mål) |
| 2010-11 | Neftchi Baku                                                                                                  | Khazar Lankaran                                                                                               | Qarabağ | Georgi Adamia (Qarabağ, 18 mål) |
| 2011-12 | Neftchi Baku                                                                                                  | Khazar Lankaran                                                                                               | Inter Baku | Bahodir Nasimov (Neftchi Baku, 16 mål) |
| 2012-13 | Neftchi Baku                                                                                                  | Qarabağ | Inter Baku | Nicolás Canales (Neftchi Baku, 26 mål) |
| 2013-14 | Qarabağ | Inter Baku | FK Qabala | 🇧🇷Reynaldo (Qarabag, 22 mål) |
| 2014-15 | Qarabağ | Inter Baku | FK Qabala | 🇦🇿Nurlan Novruzov (Sumgayit, 14 mål) |
| 2015-16 | Qarabağ | Zira | FK Qabala | 🇪🇸Dani Quintana (Qarabag, 14 mål) |
| 2016-17 | Qarabağ | FK Qabala | Inter Baku | 🇦🇿Filip Ozobic (FK Qabala, 11 mål) 🇦🇿Rauf Aliyev (Shamakhi FK, 11 mål)                                                                          |
| 2017-18 | Qarabağ | FK Qabala | FK Neftchi | 🇫🇷Bagaliy Dabo (FK Neftchi, 16 mål) |
| 2018-19 | Qarabağ | Fk Neftchi | Sabail | 🇦🇿Mahir Emreli (Qarabag, 16 mål) |
| 2019-20 | Qarabağ | FK Neftchi | Shamakhi FK                                                                                                   | 🇦🇿Mahir Emreli (Qarabag, 7 mål) 🇫🇷Bagaliy Dabo (FK Neftchi, 7 mål) 🇫🇷Steven Joseph-Monrose (FK Keftchi, 7 mål) 🇮🇷Peyman Babaei (Sumqayt, 7 mål) |
| 2020-21 | FK Neftchi | Qarabağ | Sumqayt | 🇦🇿Namig Alasgarov (FK Neftchi, 19 mål) |
| 2021-22 | Qarabağ | FK Neftchi | Zira | 🇧🇷Kady Malinowski (Qarabag, 12 mål) |
| 2022-23 | Qarabağ | Sabah FK | FK Neftchi | 🇦🇿Musa Qurbanly (Qarabag, 22 mål) 🇦🇿Ramil Sheydaev (Qarabag, 22 mål                                                                             |
| 2023-24 | Qarabağ | Zira | Sabah FK | 🇧🇷Juninho (Qarabag, 18 mål) |
| 2024-25 | Qarabağ | Zira | Araz PFK | 🇨🇻 Leandro Andrade (Qarabag, 15 mål) |